# 阿尔维托
阿尔维托（義大利語：Alvito），是意大利弗罗西诺内省的一个市镇。总面积52.04平方公里，人口2897人，人口密度55.7人/平方公里（2009年）。ISTAT代码为060004。